# Lucky You (film)
Lucky You is een Amerikaanse film uit 2007 geregisseerd door Curtis Hanson. Het verhaal is fictief, maar wijkt niet ver af van ware gebeurtenissen die plaatsvonden tijdens het hoofdtoernooi van de World Series of Poker 2003.

## Verhaal
Huck Cheever (Eric Bana) is een jonge en getalenteerde pokerspeler. Hij kan de tafel aanvegen met bijna iedereen, behalve met zijn vader, tweevoudig wereldkampioen L.C. Cheever (Robert Duvall). Met hem heeft hij sowieso een moeizame relatie, die niet bevorderd wordt door onuitgesproken frustraties over zijn vaders verleden met Cheevers overleden moeder. Cheever kan uitstekend beredeneren waarom tegenstanders doen wat ze doen en zo inschatten wat ze waarschijnlijk in hun handen hebben (in pokerjargon: reads maken). Zijn grote probleem is zijn roekeloosheid, waardoor hij doorgaans op één of enkele handen al zijn winst weer vergooit.
Wanneer Cheever naar Las Vegas gaat om deel te nemen aan het wereldkampioenschap poker, ontmoet hij de beginnende zangeres Billie Offer (Drew Barrymore), het jongere zusje van zijn goede bekende Suzanne (Debra Messing). Een beginnende romance tussen hen komt abrupt ten einde wanneer hij onder het mom van 'lenen' 1000 dollar uit haar tas neemt en verspeelt aan de pokertafel. Dit begint vrijwel onmiddellijk aan Cheever te knagen, wanneer hij voor het eerst in zijn leven meer voor iemand begint te voelen dan voor de adrenaline van het pokeren.
Een casinoganger genaamd Roy Durucher (Charles Martin Smith) biedt Cheever aan het entreegeld voor het hoofdtoernooi van de WSOP te betalen, in ruil voor een 70/30 winstdeling. Hierdoor kan hij alsnog deelnemen, ondanks dat hij zo platzak is dat er alleen nog een bed in zijn woning staat. Spelend met het geld van Durucher en aangepaste prioriteiten, weet Cheever zijn roekeloosheid binnen de perken te houden. Hoewel Billie hem uit haar leven had gebannen, komt ze naar het toernooi om te kijken hoe hij het doet.

## Trivia
- Zoals vaker in pokerfilms, heeft een keur aan daadwerkelijke pokerprofessionals een cameo in Lucky You. Zo komen Sam Farha, Chau Giang, Barry Greenstein, Jason Lester, Ted Forrest, Minh Ly, John Murphy, Erick Lindgren, Daniel Negreanu, Jack Binion, Doyle Brunson, Johnny Chan, Hoyt Corkins, Antonio Esfandiari, Chris Ferguson, Dan Harrington, Phil Hellmuth Jr., Karina Jett, John Juanda, Mike Matusow, Erik Seidel, Mimi Tran, Marsha Waggoner, Robert Williamson III en Cyndy Violette voorbij.

## Rolverdeling
- Eric Bana - Huck Cheever
- Drew Barrymore - Billie Offer
- Robert Duvall - L.C. Cheever
- Debra Messing - Suzanne Offer
- Robert Downey jr. - Telephone Jack
- Horatio Sanz - Ready Eddie
- Jean Smart - Michelle Carson
- Lindsay MacFarland - Carrie
- Michael Shannon - Ray
- Jennifer Harman - Shannon Kincaid
- Joey Kern - Billie’s bewonderaar